# Libythea collenettei
Libythea collenettei is een vlinder uit de familie van de Nymphalidae, onderfamilie Libytheinae.
Libythea collenettei werd voor het eerst wetenschappelijk beschreven door Poulton & Riley in 1928.